# ヘルシアナ・マトムヤ
ヘルシアナ・マトムヤ（アルバニア語:Hersiana Matmuja）は、アルバニアの歌手である。2014年5月にデンマークのコペンハーゲンで開催されるユーロビジョン・ソング・コンテスト2014のアルバニア代表を務める。
2006年、アルバニアの音楽祭フェスティヴァリ・イ・ケンゲスの少年部門に参加し「Ah jetë, oh jetë」を歌った。2010年にはフェスティヴァリ・イ・ケンゲスの一般部門で「Me cilin rri ti dashuri」を歌い総合11位となる。翌年もフェスティヴァリ・イ・ケンゲスに参加し「Aty ku më le」を歌う。2012年の同大会では「Kush ta dha këtë emër」を歌い、決勝で3位に入賞する。
2012年に行われた第14回ケンガ・マジケでは「Animon」を歌う。
2013年12月28日、第52回フェスティヴァリ・イ・ケンゲスにて69点を得て優勝を果たした。同大会はユーロビジョン・ソング・コンテスト2014のアルバニア代表選考を兼ねており、優勝によってマトムヤは2014年5月にデンマークのコペンハーゲンで開催されるユーロビジョンのアルバニア代表となることが決まった。